# Балабеїт
Балабеї́т (каз. Балабейіт) — колишнє село у складі Кзилкогинського району Атирауської області Казахстану. Входить до складу Ойильського сільського округу. Ліквідоване у 2013 році.
Населення — 153 особи (2009; 287 в 1999).